# Zoran Josipovic
Zoran Josipovic (Mendrisio, 25 agosto 1995) è un calciatore svizzero con cittadinanza bosniaca, attaccante del Collina d'Oro.

## Carriera

### Nazionale
Ha giocato nelle nazionali giovanili svizzere Under-16 ed Under-17.

## Palmarès

### Club

#### Competizioni nazionali
- Challenge League: 1

Lugano: 2014-2015